# تن‌شاپور
تن‌شاپور از اشراف دوره ساسانی بود که از ۵۵۲/۵۵۴ تا ۵۶۰ میلادی مرزبان ارمنستان ساسانی بود.

## زندگینامه
دانسته‌های اندکی درباره او دردست است. رنه گروست گفته است که او از سال ۵۵۴ تا ۵۶۰ میلادی مرزبان ارمنستان ساسانی بوده است. Cyril Toumanoff اما آغاز دوره مرزبانی او را از سال ۵۵۲ دانسته است. استپانوس آسوغیک تاریخ‌نگار ارمنی که در سده یازدهم میلادی میزیسته است، گفته است که تن‌شاپور آیین مزدیسنا را در ارمنستان تبلیغ کرد، که بسیاری از ارمنی‌ها، مرگ را بهتر از این دیدند که از دین خود برگردند. با این حال در دوران او بود که کلیسای حواری ارمنی دومین انجمن دوین را سازماندهی کرد. در سال ۵۶۰ میلادی، ورازداد جانشین تن‌شاپور به عنوان مرزبان ارمنستان ایران شد.